# Муфтий-Заде, Батыр Челеби
Батыр (Батбер) Челеби Муфтий-Заде (Муфти-заде) (17 июня 1817, Евпатория, Таврическая губерния — январь 1886, Евпатория, Таврическая губерния) - русский кавалерийский офицер, генерал-майор (1865). Происходил из рода крымско-татарских мурз, за которыми были признаны права российского дворянства. Участник Крымской войны на Балтике. Отец военного историка, полковника, депутата Государственной думы III созыва Измаила Мурзы Муфтий-Заде.

## Биография

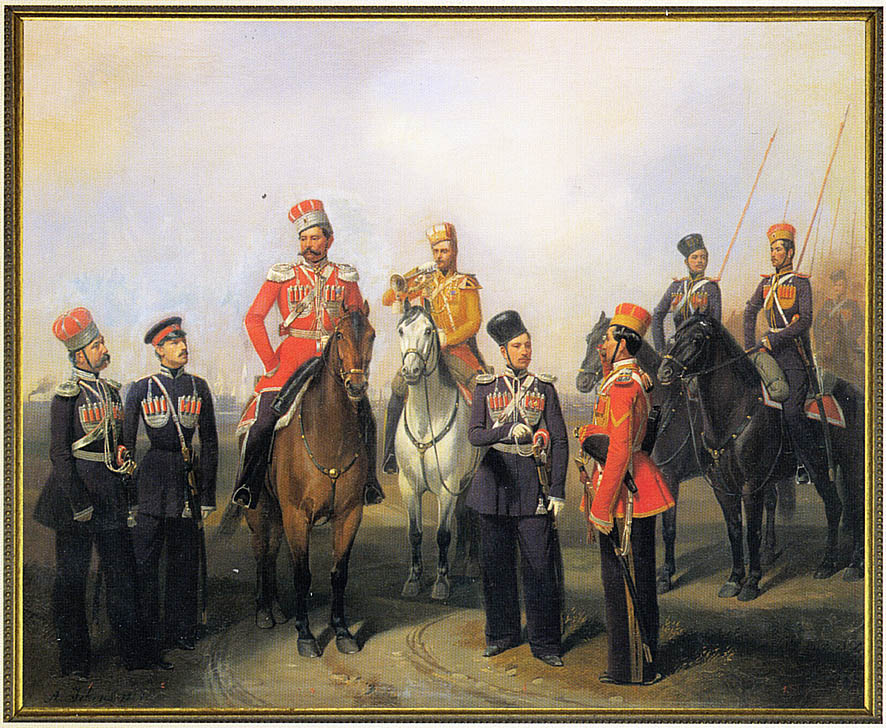
Группа чинов Крымско-Татарского эскадрона, 1858 год. Картина работы А. И. Гебенса.
На картине изображены офицеры эскадрона (слева на право): поручик Сеатга (Сеита) Мурза Сулейманов, корнет Мамед (Мегмед) Ахметов, на коне командир эскадрона полковник Батыр (Батбер) Челаби Муфтий-заде и корнет Хасан Мурза Палкачеев. Нижние чины: в центре эскадронный трубач И. Корнилов, старший вахмистр Эмир Мурзаев, казаки Каями Ахметов и Али Ильбрусов.

Из крымско-татарской знати, из рода Челеби, за которым были признаны права российского дворянства. Отец - муфтий Мустафа Мусаллаф-эфенди 9 февраля 1790 года по велению графа Г. А. Потемкина, получил земли в Евпаторийском и Перекопском уездах. Тогда же имам Мусаллаф был назначен городским головой Перекопа. Родился его сын Батыр Челеби Муфтий-Заде 17 июня 1817 года в Кезлёве. «Состоит из евпаторийских мурз магометанского Закона, воспитывался в доме родителей».
Вступил в службу унтер-офицером в Крымско-татарский конный эскадрон 18 августа 1838 года. Произведен в корнеты 1841 году, в поручики в 1843, в штабс-ротмистры 7 апреля 1846 года, в ротмистры в 1847 году. 3 сентября 1851 года назначен эскадронным командиром, присвоено звание полковника 6 декабря 1851 года. По высочайшему повелению, назначен командиром льготных чинов того же эскадрона и сдал ½ эскадрона в Санкт-Петербурге.
Во время Крымской войны с 9 марта по 15 ноября 1854 года состоял в войсках крепости Кронштадт, с апреля по ноябрь 1855 года был в войсках, охранявших побережье Финского залива близь Санкт-Петербурга. За отличия в память войны 1853-1856 годов награжден орденом Святого Станислава 2-й степени 26 августа 1856 года, орденом Святого Станислава 1-й степени с императорскою короною,  бронзовой медалью на Андреевской ленте. «Удостоен получить монаршее благоволение 8 января за смотр, 7 февраля за выездной смотр, 16 апреля за смотр в 1853 году, в 1855 г. 8 марта за парад».
Далее с 25 июня 1864 года служил в Митавском 14-м гусарском полку полковником, с присвоением звания генерал-майора ушел в отставку «с пенсиею и мундиром» 1 апреля 1865 года.
Проживал в Евпатории и в Симферополе в собственных домах. Умер в январе 1886 года, похоронен на старом татарском кладбище Евпатории, снесённом в 1932-33 годах.

## Семья
- жена - Хакиме-ханум Мехдиева, вдова унтер-офицера Токмаева[5].
- сын Муфтий-Заде, Измаил Мурза ( İsmail Müftizade, 3 мая 1841 — апрель 1917) - полковник, депутат Государственной думы III созыва от Таврической губернии, крымскотатарский военный историк. В журнале прихода мечети «Хан-Джами» 3 мая 1841 года была запись о рождении сына «Батыр Челеби Муфтий Мустафа Мусаллаф-оглу и его законной жены Хакиме и нареченный Исмаилом».

Семья владела  родовым имением Токсаба, крымскотат. Toq Saba., ныне Надеждино.